# ماسلاوس
ماسلاوس Maassluis  هي مدينة في غرب هولندا، في مقاطعة جنوب هولندا. 
وقد تلقت حقوق المدينة عام 1811م. وكانت موقع توصير الفيلم الكلاسيكي الهولندي "سبيترز Spetters"، الذي أخرجه بول فرهوفن هناك عام 1980.

## طوبوغرافيا
خريطة طوبوغرافية هولندية لبلدية ماسلاوس، يونيو 2015، (تقرأ بعد ثلاث نقرات على الخريطة).

## معرض الصور

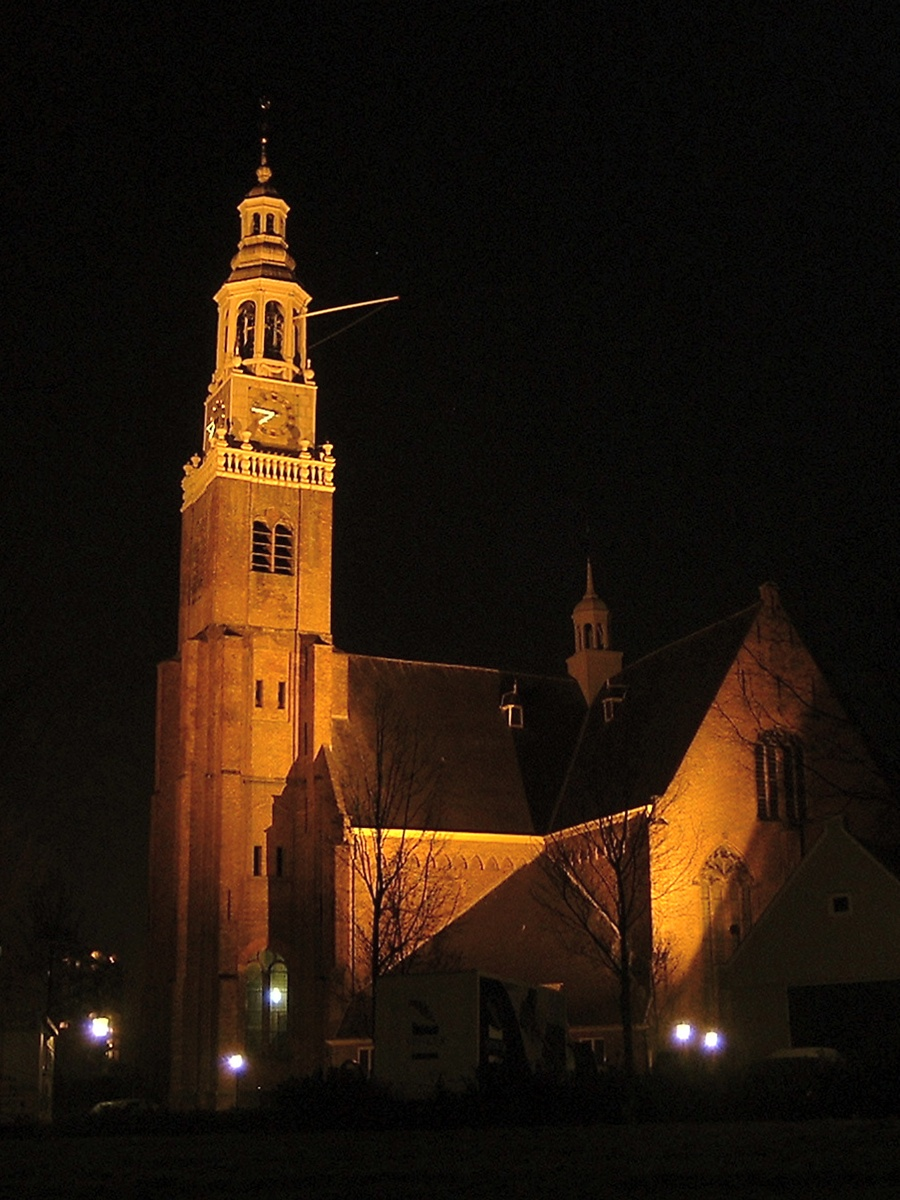
الكنيسة الكبرى بماسلاوس
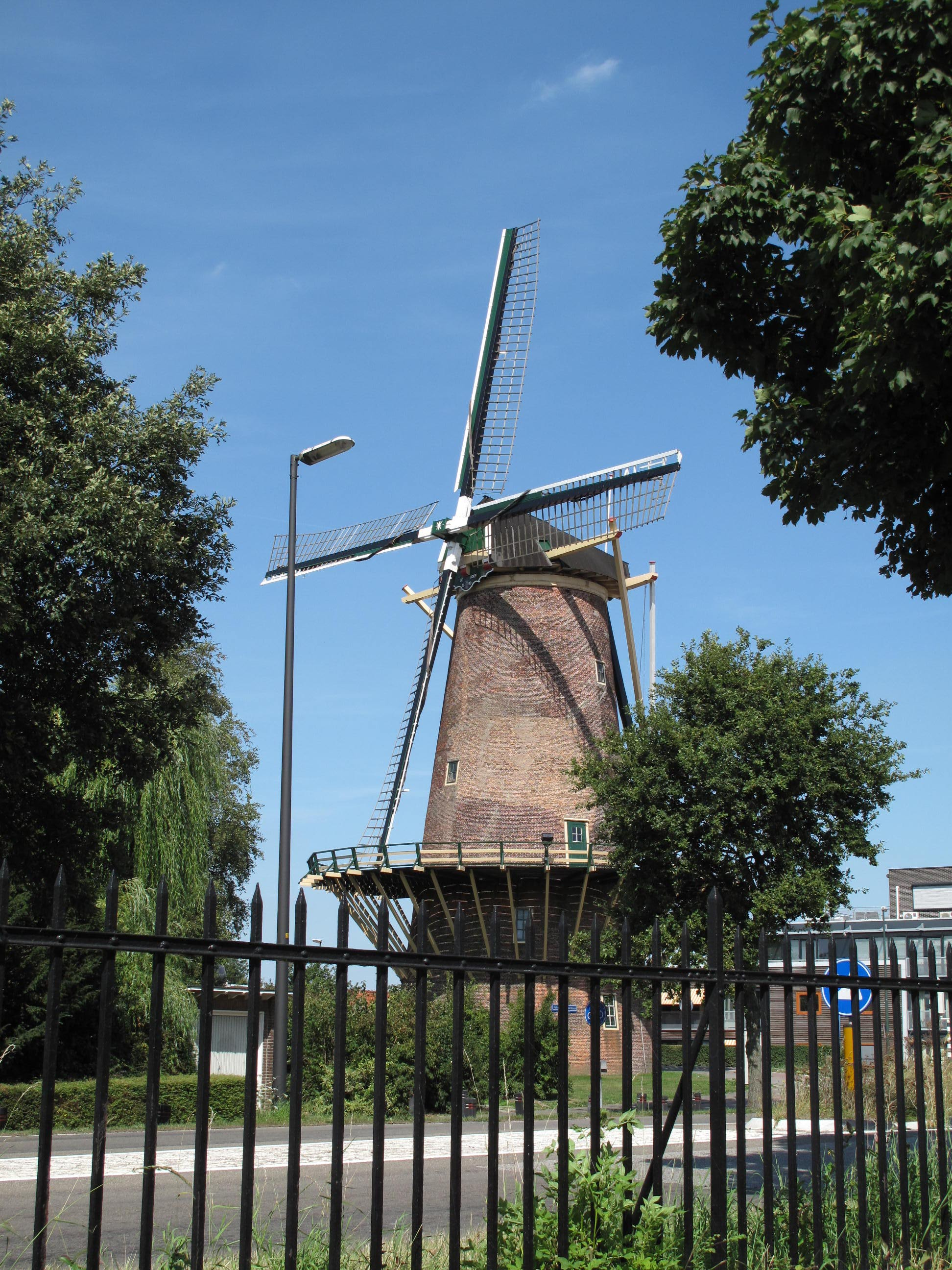
الطاحونة الهوائية دي هوب
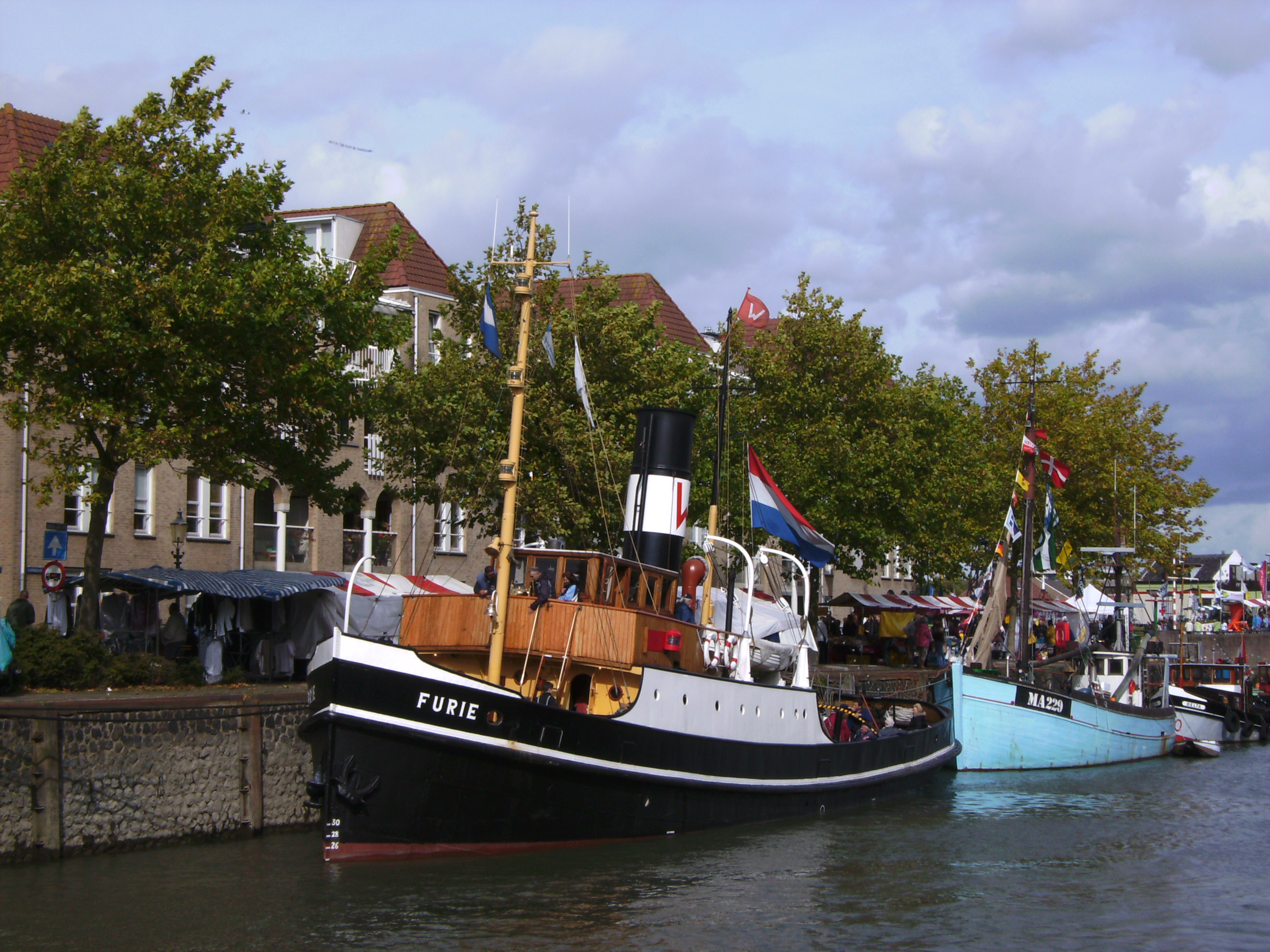
سفينة: de Furie
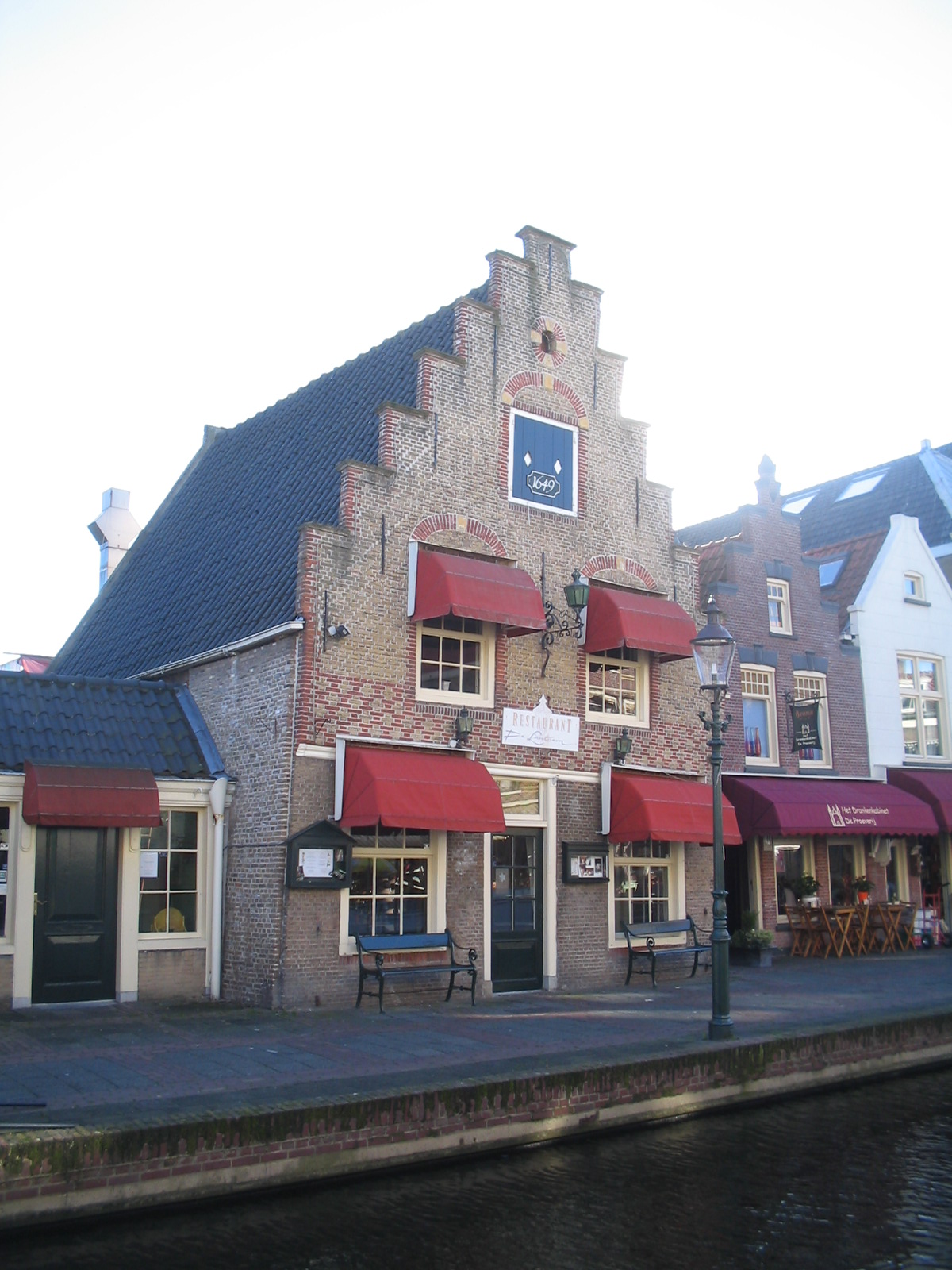
مبنى تاريخي من 1649
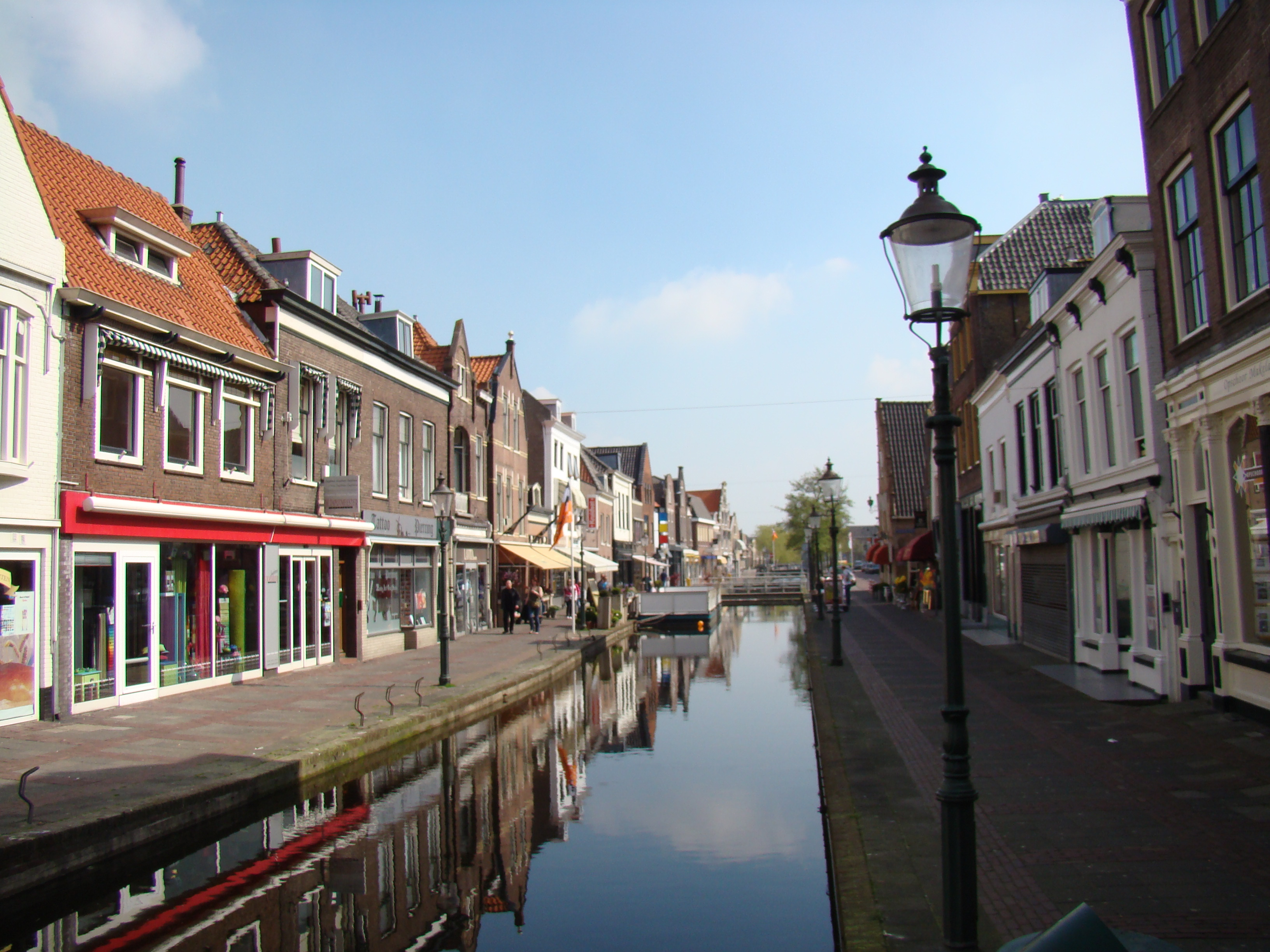
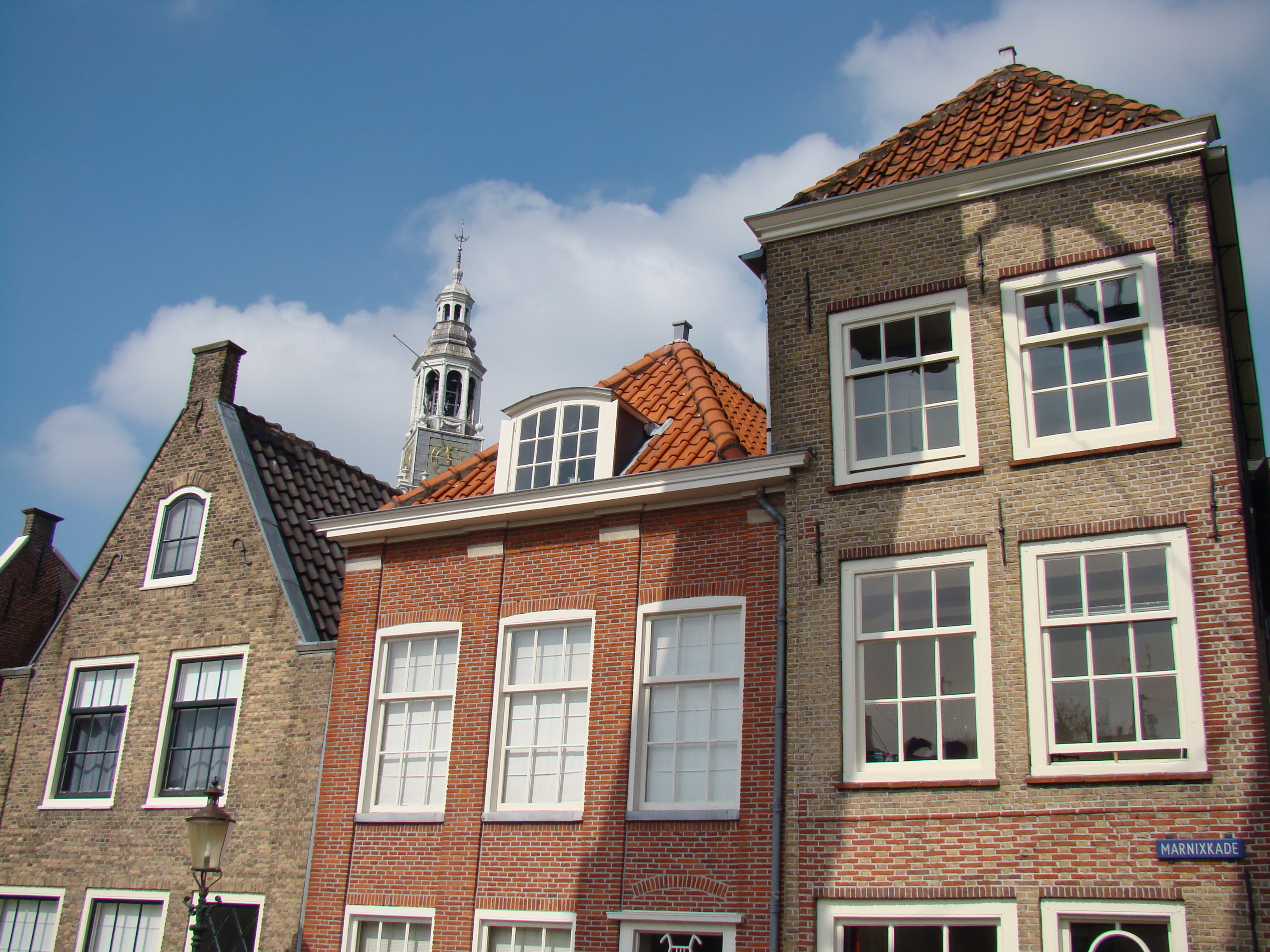
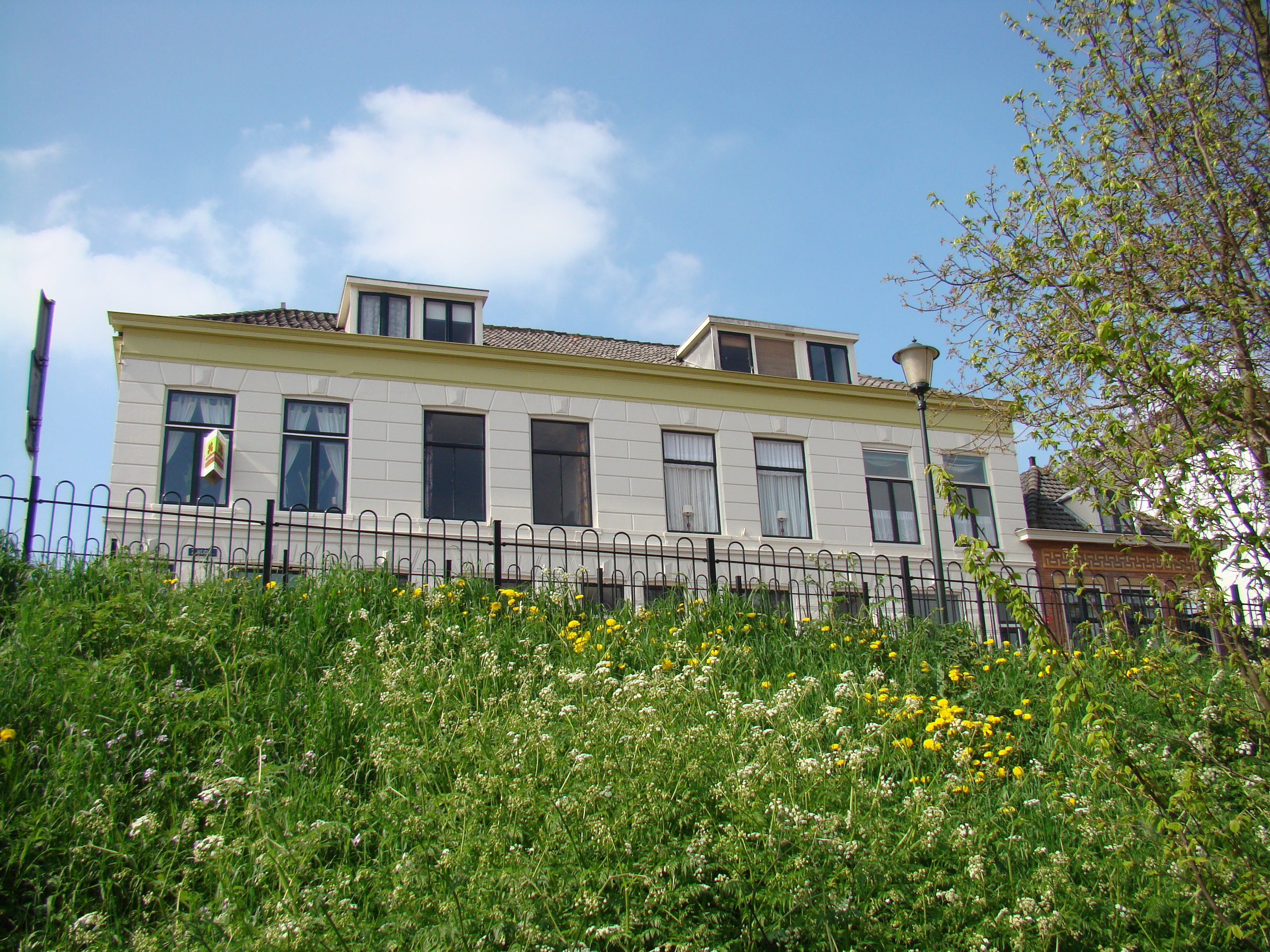
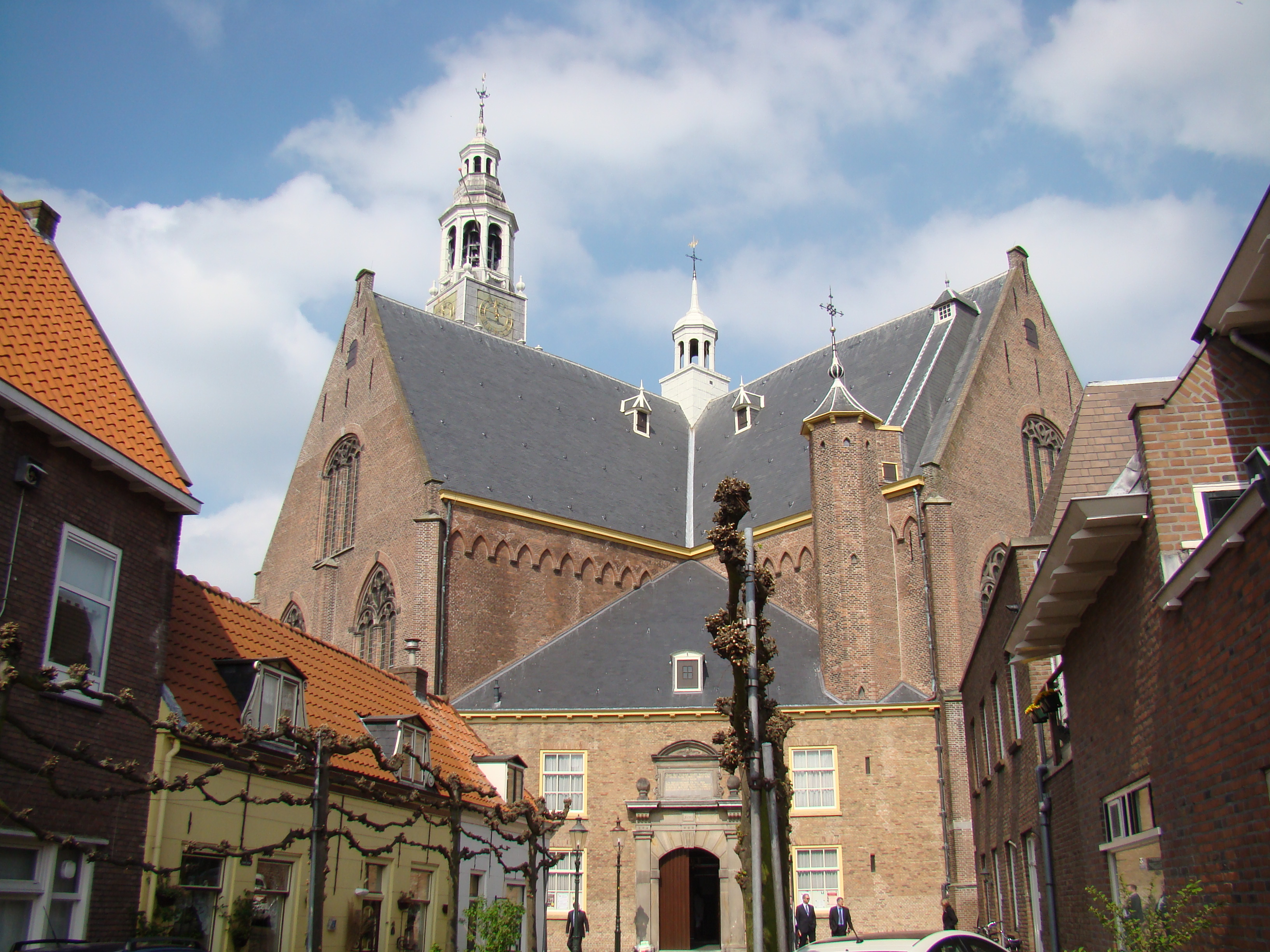

## أعلام
- كيفن فينك
- ويم دي رويتر
- أبراهام كاوبر
- خالد بولحروز
- توني فيلهينا